# Szentimrefalva
Szentimrefalva là một thị trấn thuộc hạt Veszprém, Hungary. Thị trấn này có diện tích 10,87 km², dân số năm 2010 là 201 người, mật độ 18 người/km².